# Anjouin
Anjouin – miejscowość i gmina we Francji, w Regionie Centralnym, w departamencie Indre.
Według danych na rok 1990 gminę zamieszkiwało 348 osób, a gęstość zaludnienia wynosiła 12 osób/km² (wśród 1842 gmin Regionu Centralnego Anjouin plasuje się na 799. miejscu pod względem liczby ludności, natomiast pod względem powierzchni na miejscu 361.).